# Saginaw (Missouri)
Saginaw és una població dels Estats Units a l'estat de Missouri. Segons el cens del 2000 tenia 276 habitants.

## Demografia
Segons el cens del 2000, Saginaw tenia 276 habitants, 115 habitatges, i 77 famílies. La densitat de població era de 130 habitants per km².
Dels 115 habitatges en un 27% hi vivien nens de menys de 18 anys, en un 60% hi vivien parelles casades, en un 5,2% dones solteres, i en un 32,2% no eren unitats familiars. En el 23,5% dels habitatges hi vivien persones soles el 6,1% de les quals corresponia a persones de 65 anys o més que vivien soles. El nombre mitjà de persones vivint en cada habitatge era de 2,4 i el nombre mitjà de persones que vivien en cada família era de 2,88.
Per edats la població es repartia de la següent manera: un 22,1% tenia menys de 18 anys, un 6,2% entre 18 i 24, un 31,2% entre 25 i 44, un 27,9% de 45 a 60 i un 12,7% 65 anys o més.
L'edat mediana era de 41 anys. Per cada 100 dones de 18 o més anys hi havia 104,8 homes.
La renda mediana per habitatge era de 42.083 $ i la renda mediana per família de 51.250 $. Els homes tenien una renda mediana de 31.250 $ mentre que les dones 21.250 $. La renda per capita de la població era de 22.639 $. Entorn del 7,2% de les famílies i el 9,1% de la població estaven per davall del llindar de pobresa.

## Poblacions més properes
El següent diagrama mostra les poblacions més properes.